# NGC 3870
NGC 3870 (również PGC 36686 lub UGC 6742) – galaktyka soczewkowata (S0), znajdująca się w gwiazdozbiorze Wielkiej Niedźwiedzicy. Odkrył ją William Herschel 17 marca 1790 roku.